# روي وير
روي وير (بالإنجليزية: Roy Weir)‏ هو لاعب كرة قاعدة أمريكي، ولد في 25 فبراير 1911 في بورتلاند في الولايات المتحدة، وتوفي في 30 سبتمبر 1989 في آناهايم في الولايات المتحدة.

## وصلات خارجية
- روي وير على موقع دوري كرة القاعدة الرئيسي (الإنجليزية)
- روي وير على موقعبيزبول رفرنس.كوم (الدوري الرئيسي) (الإنجليزية)
- روي وير على موقعبيزبول رفرنس.كوم (الدوري الثانوي) (الإنجليزية)
- روي وير على موقع جمعية أبحاث البيسبول الأمريكية (الإنجليزية)